# Roland Galle
Roland Galle (* 21. Januar 1944 in Bad Reinerz, Provinz Niederschlesien) ist ein deutscher Romanist.

## Leben
Nach der Promotion zum Dr. phil. 1975 und der Habilitation 1983 an der Universität Konstanz wurde er Professor für Romanistik, Allgemeine und Vergleichende Literaturwissenschaft an der Universität Essen.

## Schriften (Auswahl)
- Tragödie und Aufklärung. Zum Funktionswandel des Tragischen zwischen Racine und Büchner. Stuttgart 1976, ISBN 3-12-393600-7.
- Geständnis und Subjektivität. Untersuchungen zum französischen Roman zwischen Klassik und Romantik. München 1986, ISBN 3-7705-2275-3.
- Der Existentialismus. Eine Einführung. Paderborn 2009, ISBN 978-3-7705-4693-0.